# Championnats du monde de karaté juniors et cadets
 (février 2014).
Les championnats du monde de karaté juniors et cadets sont des compétitions mondiales de karaté organisées tous les deux ans depuis 1999 par la Fédération mondiale de karaté. Pour l'heure, toutes les éditions ont eu lieu dans une ville de l'espace méditerranéen.

## Toutes les éditions
| Édition | Année | Ville hôte | Pays hôte | Meilleure nation |
| ------- | ----- | ---------- | --------- | ---------------- |
| Ie      | 1999  | Sofia      | Bulgarie  | Espagne          |
| IIe     | 2001  | Athènes    | Grèce     | France           |
| IIIe    | 2003  | Marseille  | France    | Iran             |
| IVe     | 2005  | Limassol   | Chypre    | Japon            |
| Ve      | 2007  | İstanbul   | Turquie   | Turquie          |
| VIe     | 2009  | Rabat      | Maroc     | ?                |
| VIIe    | 2011  | Malacca    | Malaisie  | À venir          |
| VIIIe   | 2013  | Tolède     | Espagne   | À venir          |
| IXe     | 2015  | Jakarta    | Indonésie | ?                |